# Aboisso (underprefektur)
Aboisso är en underprefektur i Elfenbenskusten. Den ligger i departementet med samma namn, i den sydöstra delen av landet, 290 km sydost om huvudstaden Yamoussoukro.